# Omroep Brabant (Nederland)

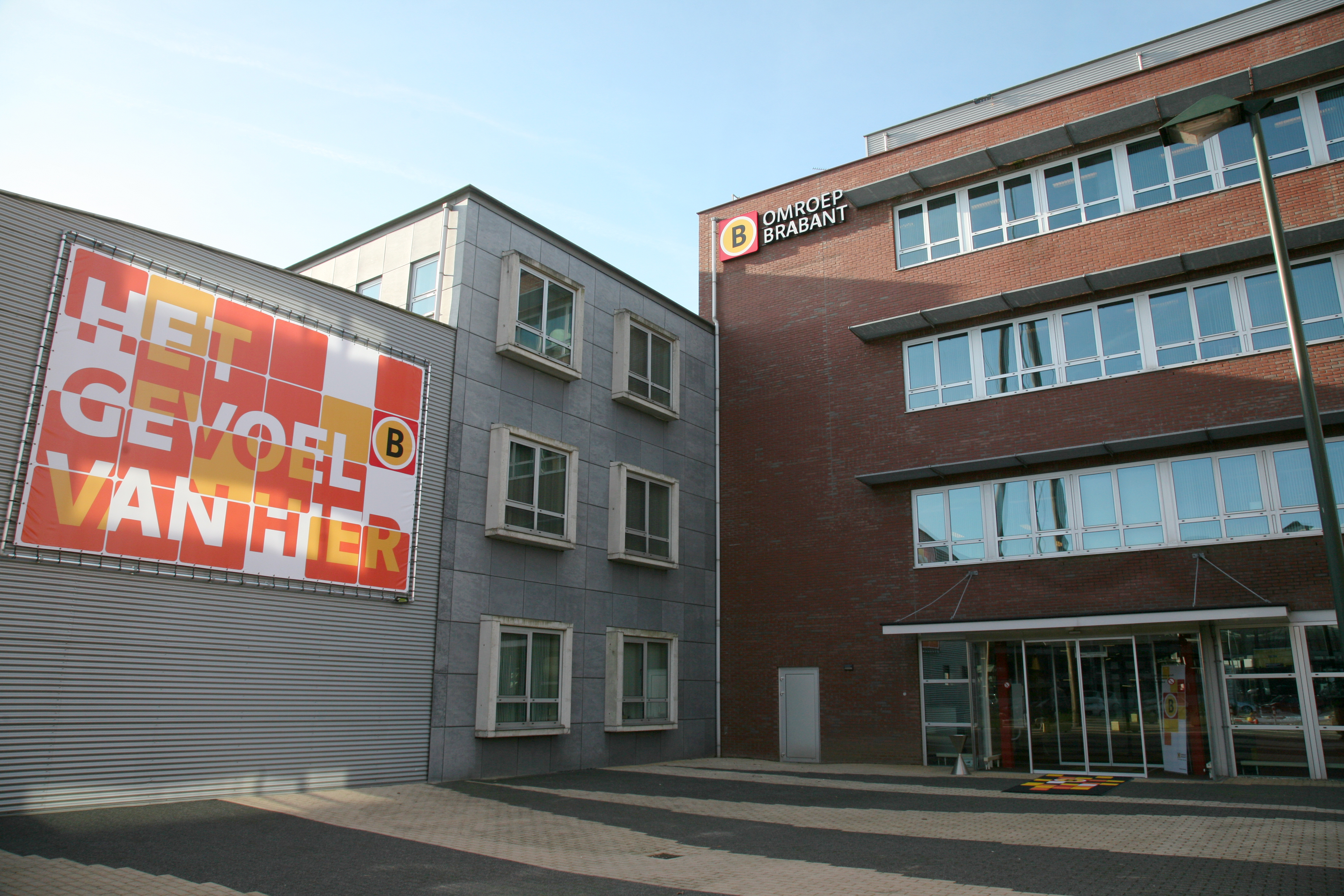
Het gebouw van Omroep Brabant

Omroep Brabant is de regionale publieke omroep en rampenzender van de Nederlandse provincie Noord-Brabant.

## Geschiedenis
De eerste uitzending ging op 1 september 1976 de lucht in. In eerste instantie maakte de omroep uitzendingen voor de regio Eindhoven.
In maart 1989 begon de omroep met een editiestelsel met studio's in Breda, 's-Hertogenbosch en Tilburg. De studio in Tilburg is afgestoten en die in 's-Hertogenbosch verplaatst naar het Provinciehuis. De studio in Breda biedt op dit moment onderdak aan de redactie West-Brabant, die het gebied vanaf Tilburg naar het westen dekt. De radiotak is 24 uur per dag in de ether. Op werkdagen van 6.00 uur 's ochtends tot 20.00 uur 's avonds en in het weekeinde van 9.00 tot 18.00 uur zijn er programma's, in de tussenliggende uren is non-stop muziek te horen. Er wordt gewerkt met acht presentatoren.
Sinds september 1997 maakt Omroep Brabant televisie. De zender maakt dagelijks nieuwsuitzendingen (07.00 uur en 17.30 uur) en achtergrondprogramma's vanuit zijn studio in Son. Behalve nieuws heeft de zender een aantal vaste programma's gericht op de regio.
Op 19 april 2010 startte Omroep Brabant met het tv-programma Goeiemiddag Brabant. Dit programma is inmiddels gestopt. Een van de best bekeken programma's van Omroep Brabant was het cultuurhistorische programma De Wandeling, gepresenteerd door René Bastiaanse die op pad ging met cameraman Léon Hagedoorn. Het programma trok wekelijks 400.000 kijkers en liep van 1998 tot 2005. Het kijkcijferkanon van Omroep Brabant is de jaarlijkse officiële aftrap van het carnaval 3 Uurkes Vurraf. Het programma haalt jaarlijks meer dan een miljoen kijkers. Fijnfisjenie! is de uitspraak van alle (Omroep) Brabanders tijdens het carnavalsseizoen.
Doordeweeks ligt het accent in de programmering op de actualiteit in Brabant. In de uitzendingen van Brabant Nieuws brengt de omroep het nieuws van het moment. In het programma Kraak is meer ruimte voor achtergronden van het nieuws en human interest.
Omroep Brabant publiceert het regionale nieuws op internet. Naast de website zijn er mobiele apps en is de omroep actief op sociale media. Sinds 2011 kiest Omroep Brabant ervoor om al het nieuws eerst online te publiceren en dan pas geschikt te maken voor radio en televisie.

## Presentatoren (selectie)
- Arijan van Bavel
- Arjo Kraak
- Christel de Laat
- Cindy de Koning
- Eefke Boelhouwers
- Erik Werner
- Ferry de Lits
- Frank Lammers
- Hilde de Bresser
- Hubert Mol
- Jordy Graat
- Koen Wijn
- Kristian Westerveld
- Maarten Kortlever
- Martin Volder
- Merlijn Passier
- Niek de Vries
- Nynke Cuperus
- Ronny Balk
- Saskia Nelissen
- Sven de Laet

## Ontvangst
Televisie via de kabel
| Kabelmaatschappij | Kanaal                         |
| ----------------- | ------------------------------ |
| Caiway            | 76                             |
| Delta             | 116                            |
| Canal Digitaal    | 71                             |
| KPN               | 507                            |
| KPN iTV           | 886                            |
| KPN Digitenne     | 30                             |
| Telenet*          | 109                            |
| Ziggo             | 30 (buiten Brabant kanaal 712) |

- Alleen in Baarle-Hertog en Zondereigen

Radio via de ether
| Regio             | FM-Frequentie |
| ----------------- | ------------- |
| West-Brabant      | 91.0 FM       |
| Midden-Brabant    | 91.9 FM       |
| Noordoost-Brabant | 95.8 FM       |
| Zuidoost-Brabant  | 87.6 FM       |

| Regio                    | DAB+ Frequentie         |
| ------------------------ | ----------------------- |
| Noord-Brabant en Limburg | kanaal 7 A / 188,92 MHz |
| Zeeland                  | kanaal 9 D / 208,06 MHz |

Radio via de kabel
| Kabelmaatschappij | Kanaal |
| ----------------- | ------ |
| Caiway            | 855    |
| Delta             | 996    |
| KPN iTV           | 886    |
| KPN Digitenne     | 830    |
| Telenet*          | 88     |

* Alleen in de gemeenten Arendonk, Baarle-Hertog, Hoogstraten, Merksplas, Oud-Turnhout, Ravels, Turnhout